# Коси Сака
Коси Сака (Kosi Saka) е футболист от ДР Конго, роден на 4 февруари 1986 в Киншаса. Играе в дясната част на терена, като най-удобно за него е мястото в отбраната. От 2007 г. играе за Хамбургер ШФ.
Дебютира в Първа Бундеслига с отбора на Борусия Дортмунд на 19 ноември 2005 в мача срещу Херта Берлин. От сезон 2007/2008 защитава цветовете на Хамбургер.
През зимната пауза на сезон 2007/2008 е даден под наем на Карл Цайс Йена.